# Kringle
Un kringle es un pastel escandinavo, es una variedad nórdica del pretzel. La palabra proviene del nórdico antiguo kringla, que significa ‘anillo’ o ‘círculo’.

## En Dinamarca

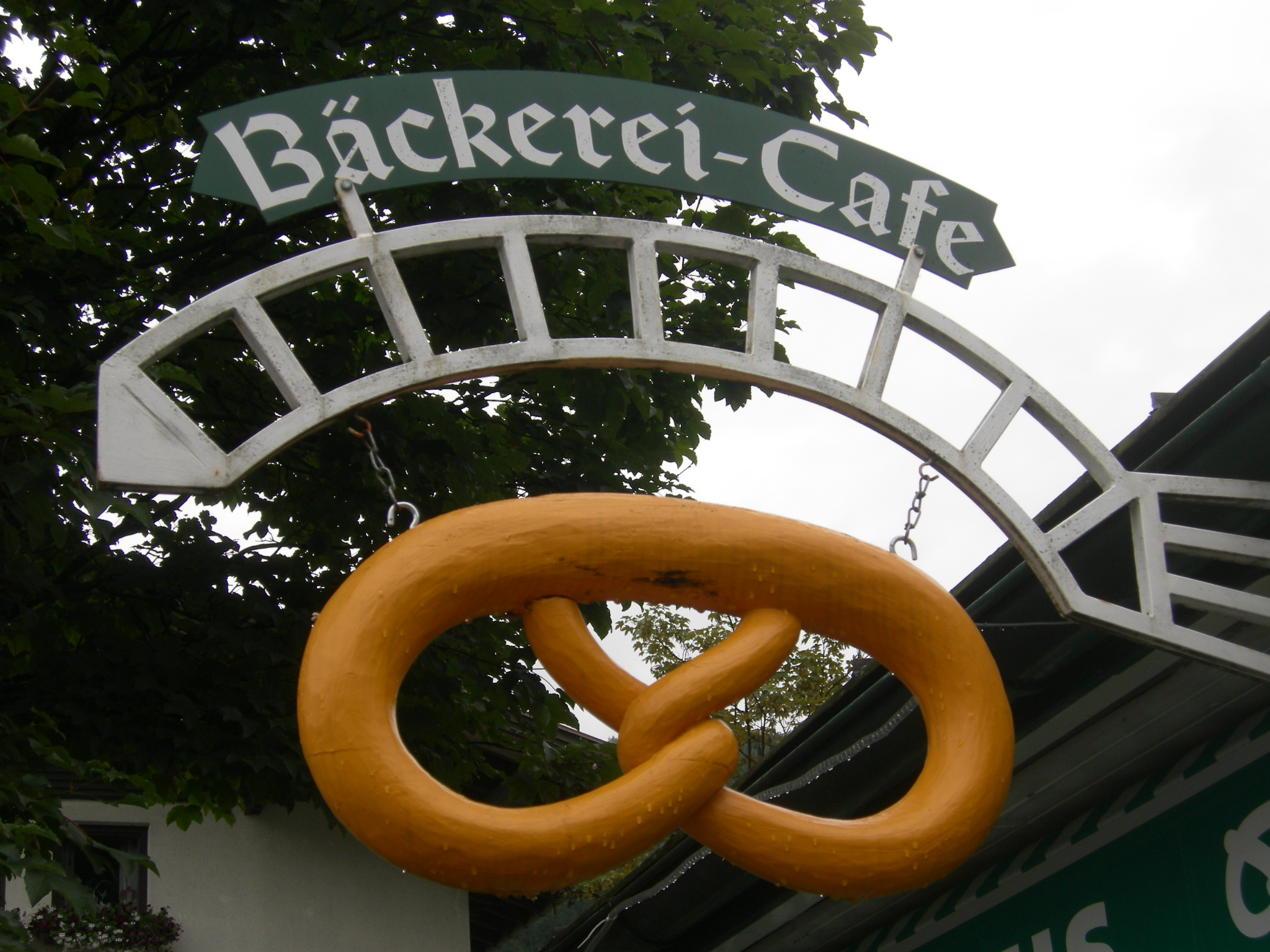
Cartel de una pastelería tradicional en Austria

En Dinamarca, kringle denota más la forma anudada del pretzel que el tipo de pastel del pretzel. Un kringle pueden estar hecho de hojaldre o de masa de levadura, relleno con remonce o con mazapán y pasas de uvas.

## En Estados Unidos

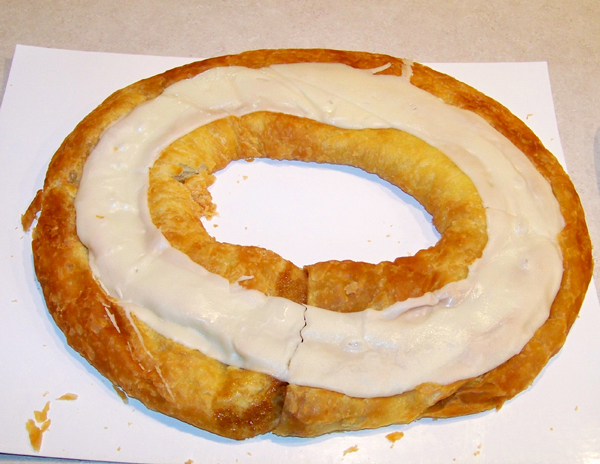
Kringle ovalado, tradicional de Racine, Wisconsin

En los Estados Unidos, los kringles se enrollan a mano con masa de pastelería danesa (masa wienerbrød) que ha reposado toda la noche, y a continuación se moldean, se rellenan y se hornean.

Históricamente, Racine, Wisconsin ha sido el centro de la cultura danés-estadounidense. El kringle y la cultura danesa son parte importante de la identidad cultural de Racine, y varias pastelerías locales hacen y envían cientos de miles de kringles cada año.